# إسبلكنون مسوق
إسبلكنون مسوق (الاسم العلمي:Splachnum caulescens) هو نوع من النباتات يتبع جنس الإسبلكنون من الفصيلة الإسبلكنونية.